# Résolution 1740 du Conseil de sécurité des Nations unies
Membres permanents
- Chine
- États-Unis
- France
- Royaume-Uni
- Russie

Membres non permanents
- Afrique du Sud
- Belgique
- Congo
- Ghana
- Indonésie
- Italie
- Panama
- Pérou
- Qatar
- Slovaquie

Résolution no 1739 Résolution no 1741
La résolution 1740 du Conseil de sécurité des Nations Unies, adoptée à l'unanimité le 23 janvier 2007, concerne à la situation au Népal, et la fin de la guerre civile népalaise.

## Résolution
Conscient du profond désir de paix et de rétablissement de la démocratie du peuple népalais et prenant note de la demande du Gouvernement népalais et du Parti communiste du Népal (maoïste) sollicitant l'assistance des Nations unies pour mettre en œuvre l'Accord de paix global de 2006, le Conseil de sécurité a établi une Mission politique des Nations Unies au Népal (MINUNEP) pour un an, avec pour mandat de surveiller le cessez-le-feu et d'aider à l'élection d'une Assemblée constituante.
Avec l'adoption unanime de la résolution 1740, le Conseil a également chargé la nouvelle Mission de surveiller la gestion des armes et du personnel armé des deux parties par le biais d'un Comité conjoint de coordination et de surveillance.
La nouvelle mission politique fournirait un appui technique pour la planification, la préparation et le déroulement des élections ainsi qu'une petite équipe d'observateurs électoraux pour examiner tous les aspects techniques du processus électoral et rendre compte du déroulement des élections.
Le Conseil a également exprimé son intention de mettre fin au mandat de la MINUNEP ou de le prolonger davantage à la demande du gouvernement népalais, en tenant compte de l'attente du Secrétaire général de ce que la Mission serait une mission ciblée d'une durée limitée.